# Little Rock Nine
Little Rock Nine bylo označení devíti afroamerických studentů, kteří byli v roce 1957 přijati na Little Rock Central High School. Přijetí afroamerických studentů vedlo ke krizi, během které bylo studentům bráněno do školy docházet. Akce na zachování rasové segregace ve školství podporoval guvernér Arkansasu Orval Faubus. Událost se odehrála tři roky po případu Brown vs. školní rada Topeky, ve kterém Nejvyšší soud Spojených států amerických označil rasovou segregaci ve školách za protiústavní a nezákonnou. Rozsudek se odvolával na 14. dodatek Ústavy Spojených států amerických z roku 1863. Rozsudkem byla nařízena celostátní desegregace škol.
Po rozsudku Nejvyššího soudu se organizace National Association for the Advancement of Colored People (NAACP) rozhodla zapsat vybrané studenty s výbornými známkami na bělošské střední školy a univerzity na tradičně segregovaném jihu USA. Představitelé škol v hlavním městě státu Arkansas Little Rocku se rozhodli s federálním nařízením kooperovat. Školní inspektor Virgil Blossom navrhl postup integrace již v roce 1955, jeho návrh byl schválen. S prvními afroamerickými studenty se počítalo pro podzim 1957.
V roce 1957 NAACP zapsala devět afroamerických studentů na, do té doby pouze bělošskou, Little Rock Central High School. Prvními devíti studenty byli Ernest Green (*1941), Elizabeth Eckfordová (* 1941), Jefferson Thomas (1942–2010), Terrence Roberts (* 1941), Carlotta Walls LaNierová (* 1942), Minnijean Brownová (* 1941), Gloria Ray Karlmarková (* 1942), Thelma Mothershedová (* 1940) a Melba Pattillo Bealsová (* 1941), souhrnně přezdíváni „Little Rock Nine“.

## Původní plán integrace
Původní plán desegregace škol v Little Rocku, který navhrl školní inspektor Virgil Blossom, byl postupně osekán na pouhé minimum. Původní plán počítal s rychlou integrací afroamerických studentů na všech úrovních vzdělávání. Avšak finální verze, která se připravovala do roku 1957, nakonec přinesla pouze pilotní projekt, ve kterém byla vybrána jediná škola – Little Rock Central High School. Druhá fáze měla začít až v roce 1960, kdy by se vybraným afroamerickým studentům zpřístupnilo také několik středních škol na druhém stupni vzdělávání. V roce 1963 se plánovalo se spuštěním třetí fáze, která by pro afroamerické žáky otevřela i několik do té doby stále pouze bělošských základních škol. Součástí změn původního návrhu Blossoma bylo také přepsání spádových obvodů za pomoci gerrymanderingu tak, aby se vytvářely střední školy většinově afroamerické a naopak většinově bělošské. NAACP se proti tomuto návrhu ohradila a dala ho v únoru 1956 k soudu.

## Krize v Little Rocku

### Povolání Národní gardy
Sdružení bílí zastánci segregace se rozhodli, že integraci devíti afroamerických studentů nepřipustí, a vyhlásili blokádu Little Rock Central High School. Demokratický guvernér Orval Faubus se v předvolebním roce rozhodl neriskovat hlasy příznivců segregace a rozhodl se je podpořit povoláním arkansaské Národní gardy, která měla zabránit vstupu afroamerických studentů do školy. Povolání Národní gardy, aby hlídala vchod střední školy a vpouštěla pouze bělošské studenty, přilákalo pozornost médií a celého národa. Vyhrocenou situaci začátku školního roku 1957 se pokusil uklidnit také tehdejší prezident USA Dwight D. Eisenhower, který se sešel s guvernérem Faubusem a doporučil mu neodporovat rozsudku Nejvyššího soudu. V původní den začátku školního roku, 4. září, se před školou pohybovalo 289 vojáků Národní gardy, postupně se však jejich počet snížil na patnáctičlenné hlídky. Národní garda školu hlídala až do 20. září (16 dní), kdy byla po soudním rozsudku stažena a nahrazena městskou policií. Po celou dobu pokračovaly pokusy o vstup afroamerických studentů do budovy školy, stejně jako masové protesty příznivců segregace.
Po stažení jednotek Národní gardy se dne 23. září 1957 konečně podařilo devíti afroamerickým studentům vstoupit do budovy školy. Poté, co se to rozkřiklo, se před školou sešel tisícový dav příznivců segregace. Dav vyvolal obavu, zda policie zvládne zaručit bezpečí studentů. Proto bylo do zálohy povoláno kolem 150 gardistů.
V pondělí 23. září prezident Dwight D. Eisenhower vydal nařízení, kterým vyzval k rozpuštění shromáždění příznivců segregace. Jeho nařízení nebylo uposlechnuto. Proto se následujícího dne, po domluvě se starostou města Woodrow Wilsonem Mannem, rozhodl podřídit arkansaskou Národní gardu federální moci a přikázal jí zajistit bezpečí afroamerickým studentům. Dne 30. září dostali gardisté rovněž rozkaz, ve kterém ručili za bezpečné dopravení studentů do i ze školy, stejně jako za jejich bezpečí ve škole samotné. Na prezidentův rozkaz bylo povoláno 1200 gardistů, ale již 1. října byl jejich počet snížen na 400. Poslední gardisté opustili město v květnu 1958.
Nicméně ani přítomnost gardistů neochránila studenty od šikany a urážek ze strany jejich spolužáků. Jedna ze studentek, Minnijean Brownová, šikanu neunesla a začala se bránit. Ve školní jídelně například hodila své jídlo na spolužáky, kteří ji šikanovali. Za to byla na šest dní vyloučena. Po několika měsících a dalších incidentech byla vyloučena do konce školního roku.

### Uzavření škol (ztracený rok)

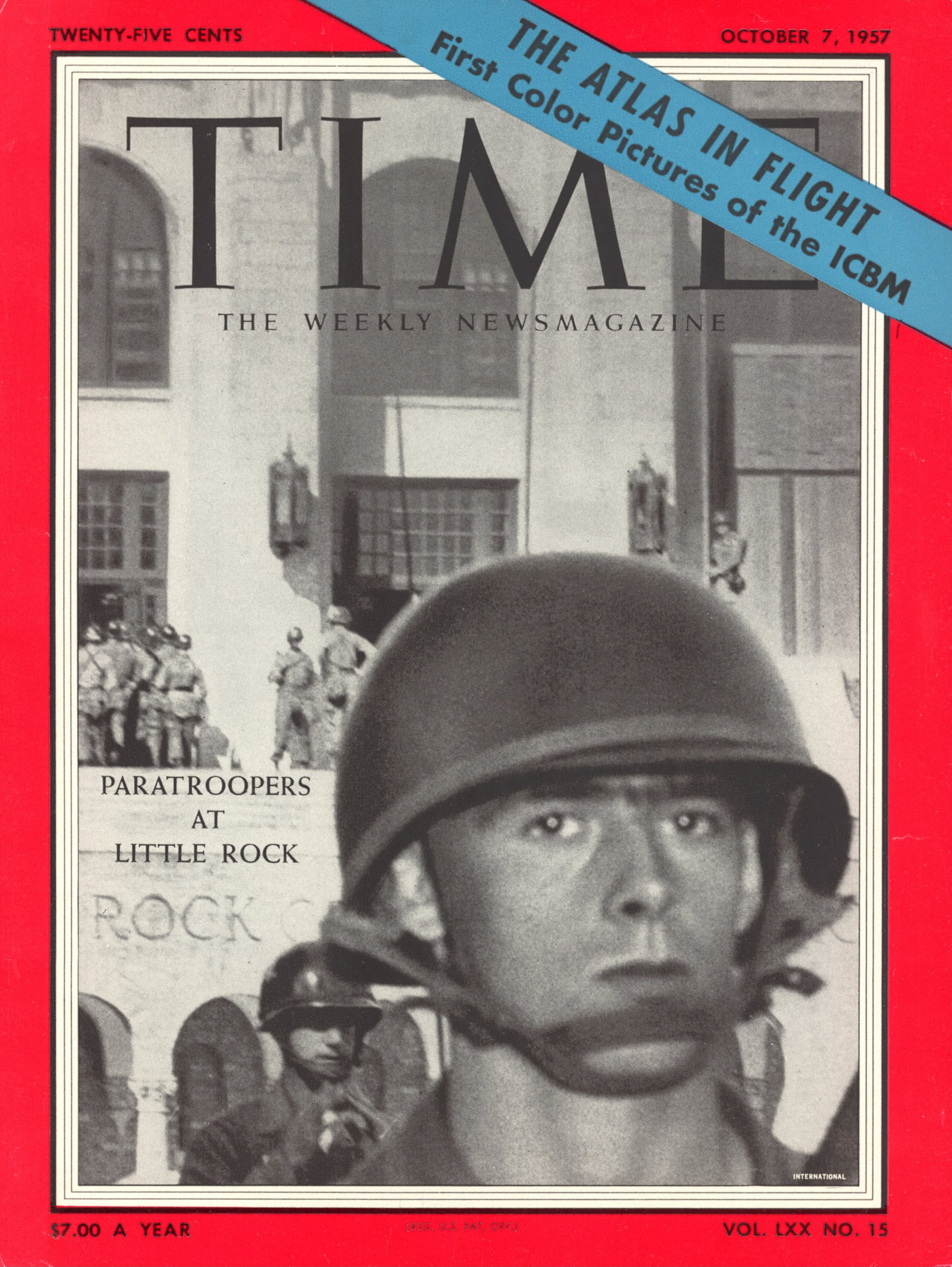
Událost se dostala na titulní stranu časopisu Time (1957).

Guvernér Orval Faubus se však nehodlal vzdát a připravoval oficiální petici k federální vládě, aby vyjednal odložení desegregace v Arkansasu o minimálně dva a půl roku. Faubus argumentoval, že obyvatelé Arkansasu nejsou na rychlou desegregaci připravení a pokud ji bude federální vláda dále vnucovat, bude násilí pokračovat. V srpnu 1958 však federální soud jeho plán odložení desegregace zamítl. Faubus proto v září 1958 před začátkem školního roku vydal nařízení, ve kterém zavřel všechny veřejné střední školy. Faubus dále vypsal referendum, ve kterém měla být potvrzena platnost jeho nařízení o uzavření veřejných středních škol. Guvernér přesvědčil obyvatele, že budovy veřejných škol pronajme soukromým subjektům a nedojde tak k bránění vzdělání pro bílé obyvatele. Referendum se mu tím podařilo vyhrát. Nicméně jeho plán na pronájem veřejných středních škol byl zamítnut. Tím došlo k situaci, kdy ani bílí studenti nemohli studovat. To vyvolalo řadu útoků na afroamerické obyvatele města. Pro tento školní rok se v Little Rocku vžilo označení „ztracený rok“.
Faubusovi taktika vyšla, v roce 1958 byl znovuzvolen guvernérem Arkansasu. Toho roku byl navíc v průzkumech jedním z nejoblíbenějších politiků. Guvernérem byl celkem dvanáct let až do roku 1967.
Uzavření čtyř veřejných středních škol se dotklo také učitelů, kteří museli podepsat souhlas s guvernérovým rozhodnutím. V této souvislosti bylo vyhozeno 44 učitelů. Ale již v květnu 1959 byli, po výměně vedení školní rady města, opět na svých pracovních místech. Nové vedení také začalo pracovat na znovuotevření škol. K tomu došlo v srpnu 1959, což bylo dříve než bylo obvyklé – ještě během léta. Důvodem byl strach z oddalování možnosti otevření škol. I po otevření škol se ovšem afroameričtí studenti dále potýkali se šikanou.